# فابيان غرونيفيلد
فابيان نيكول غرونيفيلد (من مواليد 27 ديسمبر 1999) هي سيدة أعمال إندونيسية وعارضة أزياء، وحاملة لقب ملكة جمال توجت ملكة جمال الكون إندونيسيا 2023. ستمثل إندونيسيا في مسابقة ملكة جمال الكون 2023 في السلفادور.
فازت غرونيفيلد في وقت سابقًا بلقب ملكة جمال إندونيسيا العالمية 2018، ومثلت إندونيسيا في مسابقة ملكة جمال العالم 2018 في مانيلا، الفلبين حيث احتلت المركز العشرين الأول.